# Tierra Nueva
Tierra Nueva è una municipalità dello stato di San Luis Potosí, nel Messico centrale, il cui capoluogo è la omonima località.
Conta 8.998 abitanti (2005) e ha una estensione di 505,46 km².